# Horst Stobbe (Buchhändler)
Horst Stobbe (* 1884; † 1974) war ein deutscher Buchhändler, Antiquar und Verleger.

## Wirken
Stobbe war seit 1909 Mitbesitzer der medizinischen Fachbuchhandlung Ottmar Schönhuth in München. Mit Hans von Weber und Ernst Rowohlt erörterte er 1912 den Plan, einen neuen Typ von Buchhandlung zu eröffnen, wo sich Bücherfreunde – in kultivierter Umgebung und bequem sitzend – unterhalten konnten. Als Namen dieses Typs Buchhandlung erkoren sie den Begriff „Bücherstube“, der bereits in alten Druckereien für Räume zum Trocknen feuchter Bögen geläufig war. Bereits zu Weihnachten 1912 konnte die in der Ludwigstraße 17A der Maxvorstadt eröffnete  „Bücherstube am Siegestor“ in der Zeitschrift Der Zwiebelfisch beworben werden. Seinen Namenszusatz hatte das Lokal, das rasch zu einem Anlaufpunkt der symbolistischen Literaturszene und der Bibliophilen Münchens avancierte, nach dem nahe gelegenen Siegestor erhalten. Rainer Maria Rilke zählte zu seinen ständigen Kunden. Das Lokal, das auch für Ausstellungen genutzt wurde, war Namensgeber der von Stobbe mit Ernst Schulte Strathaus, Günther Hildebrandt und Paul Renner herausgegebenen bibliophilen Zeitschrift Die Bücherstube (1919–1927), deren sechs Hefte eines Jahrgangs im Wechsel mit der Zeitschrift Der grundgescheute Antiquarius erschienen. Neben diesen Zeitschriften erschien ein Almanach der Bücherstube.
Stobbe war Mitglied der 1908 gegründeten Gesellschaft der Münchner Bibliophilen, als deren Geschäftsführer und Sekretär er nach 1912 fungierte. Nachdem diese Gesellschaft 1913 auseinandergefallen war, gründete er mit Carl Georg von Maassen, Rolf von Hoerschelmann, Carl Graf von Klinckowström, Ernst Schulte Strathaus, Hanns Floerke, Heinrich Ehlers, Günther Hildebrandt und Willy Wiegand die Gesellschaft der Münchner Bücherfreunde (1923–1931).

## Schriften (Auswahl)
- Oskar Panizzas literarische Tätigkeit. Ein Bibliographischer Versuch. Privatdruck, München 1925.
- als Hrsg. mit Friedrich Lippert: In memoriam Oskar Panizza. München 1926.
- Die Gesellschaft der Münchner Bibliophilen. In: Imprimatur, NF VI, 1969, S. 49 f.
- Die Gesellschaft der Münchner Bücherfreunde. In: Imprimatur, NF VII, 1972, S. 68